# Open Nederlandse kampioenschappen kortebaanzwemmen 2015
De Open Nederlandse kampioenschappen kortebaanzwemmen 2015 werden gehouden van 30 oktober tot en met 1 november 2015 in sportcomplex De Drieburcht in Tilburg. Het toernooi deed tevens dienst als laatste kwalificatiewedstrijd voor de Europese kampioenschappen kortebaanzwemmen 2015 in Netanya.

## Programma
| S | Series | Goud | Finale |

| Ochtendsessie | 09:00 | Avondsessie | 16:30 |

| Onderdeel         | Oktober/November | Oktober/November | Oktober/November | Oktober/November | Oktober/November | Oktober/November |
| Onderdeel         | 30               | 30               | 31               | 31               | 1                | 1                |
| ----------------- | ---------------- | ---------------- | ---------------- | ---------------- | ---------------- | ---------------- |
| 50m vrije slag    |                  |                  | S                | Goud             |                  |                  |
| 100m vrije slag   |                  |                  |                  |                  | S                | Goud             |
| 200m vrije slag   | S                | Goud             |                  |                  |                  |                  |
| 400m vrije slag   |                  |                  | S                | Goud             |                  |                  |
| 800m vrije slag   | Goud             |                  |                  |                  |                  |                  |
| 1500m vrije slag  |                  |                  |                  |                  | Goud             | Goud             |
| 50m rugslag       |                  |                  |                  |                  | S                | Goud             |
| 100m rugslag      | S                | Goud             |                  |                  |                  |                  |
| 200m rugslag      |                  |                  | S                | Goud             |                  |                  |
| 50m schoolslag    |                  |                  |                  |                  | S                | Goud             |
| 100m schoolslag   |                  |                  | S                | Goud             |                  |                  |
| 200m schoolslag   | S                | Goud             |                  |                  |                  |                  |
| 50m vlinderslag   | S                | Goud             |                  |                  |                  |                  |
| 100m vlinderslag  |                  |                  | S                | Goud             |                  |                  |
| 200m vlinderslag  |                  |                  |                  |                  | S                | Goud             |
| 100m wisselslag   |                  |                  |                  |                  | S                | Goud             |
| 200m wisselslag   |                  |                  | S                | Goud             |                  |                  |
| 400m wisselslag   | S                | Goud             |                  |                  |                  |                  |
| 4×100m vrije slag |                  |                  | Goud             | Goud             |                  |                  |
| 4×200m vrije slag | Goud             | Goud             |                  |                  |                  |                  |
| 4×100m wisselslag |                  |                  |                  |                  | Goud             | Goud             |
| Totaal            | 7                | 7                | 7                | 7                | 7                | 7                |

| Onderdeel         | Oktober/November | Oktober/November | Oktober/November | Oktober/November | Oktober/November | Oktober/November |
| Onderdeel         | 30               | 30               | 31               | 31               | 1                | 1                |
| ----------------- | ---------------- | ---------------- | ---------------- | ---------------- | ---------------- | ---------------- |
| 50m vrije slag    |                  |                  |                  |                  | S                | Goud             |
| 100m vrije slag   |                  |                  | S                | Goud             |                  |                  |
| 200m vrije slag   | S                | Goud             |                  |                  |                  |                  |
| 400m vrije slag   |                  |                  |                  |                  | S                | Goud             |
| 800m vrije slag   |                  |                  | Goud             | Goud             |                  |                  |
| 1500m vrije slag  | Goud             |                  |                  |                  |                  |                  |
| 50m rugslag       | S                | Goud             |                  |                  |                  |                  |
| 100m rugslag      |                  |                  | S                | Goud             |                  |                  |
| 200m rugslag      |                  |                  |                  |                  | S                | Goud             |
| 50m schoolslag    |                  |                  | S                | Goud             |                  |                  |
| 100m schoolslag   |                  |                  |                  |                  | S                | Goud             |
| 200m schoolslag   | S                | Goud             |                  |                  |                  |                  |
| 50m vlinderslag   |                  |                  |                  |                  | S                | Goud             |
| 100m vlinderslag  | S                | Goud             |                  |                  |                  |                  |
| 200m vlinderslag  |                  |                  | S                | Goud             |                  |                  |
| 100m wisselslag   |                  |                  |                  |                  | S                | Goud             |
| 200m wisselslag   |                  |                  | S                | Goud             |                  |                  |
| 400m wisselslag   | S                | Goud             |                  |                  |                  |                  |
| 4×100m vrije slag |                  |                  |                  |                  | Goud             | Goud             |
| 4×200m vrije slag |                  |                  | Goud             | Goud             |                  |                  |
| 4×100m wisselslag | Goud             | Goud             |                  |                  |                  |                  |
| Totaal            | 7                | 7                | 7                | 7                | 7                | 7                |

## WK-kwalificatie
De technisch directeur van de KNZB, Joop Alberda, stelde onderstaande limieten vast voor deelname aan de Europese kampioenschappen kortebaan van 2015 in Doha, Qater. Één zwemmer en zes zwemsters hebben reeds één of meerdere limieten behaald. Voor estafettes geldt dat de technisch directeur van de KNZB zal beoordelen of een ploeg voldoende niveau heeft voor deelname.

### Limieten

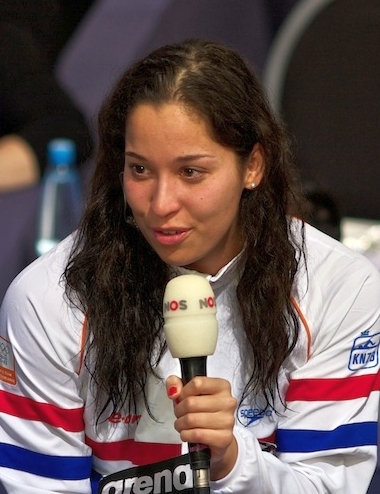
Olympisch- en wereldkampioene langebaan Ranomi Kromowidjojo is al gekwalificeerd.

| Onderdeel        | Mannen   | Mannen   | Mannen   | Mannen   | Vrouwen  | Vrouwen | Vrouwen | Vrouwen |
| Onderdeel        | Senioren | 1997     | 1996     | 1995     | Senioren | 1999    | 1998    | 1997    |
| ---------------- | -------- | -------- | -------- | -------- | -------- | ------- | ------- | ------- |
| 50m vrije slag   | 21,75    | 22,20    | 22,00    | 21,85    | 24,54    | 25,23   | 24,92   | 24,69   |
| 100m vrije slag  | 47,86    | 48,72    | 48,34    | 48,05    | 53,85    | 55,10   | 54,54   | 54,13   |
| 200m vrije slag  | 1.44,19  | 1.46,36  | 1.45,40  | 1.44,67  | 1.55,88  | 1.58,80 | 1.57,50 | 1.56,53 |
| 400m vrije slag  | 3.42,47  | 3.46,74  | 3.44,84  | 3.43,42  | 4.04,24  | 4.09,59 | 4.07,21 | 4.05,43 |
| 800m vrije slag  |          |          |          |          | 8.27,99  | 8.38,04 | 8.33,57 | 8.30,22 |
| 1500m vrije slag | 14.44,10 | 15.00,93 | 14.53,45 | 14.47,84 |          |         |         |         |
| 50m rugslag      | 23,39    | 24,13    | 23,80    | 23,55    | 26,61    | 27,55   | 27,13   | 26,82   |
| 100m rugslag     | 51,60    | 52,87    | 52,31    | 51,88    | 58,76    | 1.00,23 | 59,58   | 59,09   |
| 200m rugslag     | 1.54,40  | 1.56,23  | 1.55,42  | 1.54,81  | 2.06,83  | 2.09,92 | 2.08,55 | 2.07,52 |
| 50m schoolslag   | 26,52    | 27,24    | 26,92    | 26,68    | 30,42    | 31,08   | 30,78   | 30,57   |
| 100m schoolslag  | 58,48    | 1.00,04  | 59,35    | 58,83    | 1.06,14  | 1.07,98 | 1.07,16 | 1.06,55 |
| 200m schoolslag  | 2.07,85  | 2.10,81  | 2.09,49  | 2.08,51  | 2.22,96  | 2.26,90 | 2.25,15 | 2.23,84 |
| 50m vlinderslag  | 22,63    | 23,38    | 23,05    | 22,80    | 25,61    | 26,43   | 26,06   | 25,79   |
| 100m vlinderslag | 51,55    | 52,78    | 52,24    | 51,82    | 57,83    | 59,49   | 58,75   | 58,20   |
| 200m vlinderslag | 1.54,58  | 1.57,75  | 1.56,34  | 1.55,28  | 2.08,44  | 2.12,05 | 2.10,45 | 2.09,24 |
| 100m wisselslag  | 53,04    | 54,41    | 53,80    | 53,34    | 59,34    | 1.01,26 | 1.00,41 | 59,77   |
| 200m wisselslag  | 1.55,98  | 1.58,66  | 1.57,47  | 1.56,58  | 2.10,14  | 2.13,44 | 2.11,98 | 2.10,87 |
| 400m wisselslag  | 4.09,11  | 4.14,60  | 4.12,16  | 4.10,33  | 4.35,91  | 4.43,39 | 4.40,07 | 4.37,57 |

### Gekwalificeerden
Mannen
| Naam       | Afstand(en)    |
| ---------- | -------------- |
| Jesse Puts | 50m vrije slag |

Vrouwen
| Naam                  | Afstand(en)                             |
| --------------------- | --------------------------------------- |
| Inge Dekker           | 50m vrije slag, 50m en 100m vlinderslag |
| Femke Heemskerk       | 100m en 200m vrije slag                 |
| Ranomi Kromowidjojo   | 50m en 100m vrije slag                  |
| Maud van der Meer     | 100m vrije slag                         |
| Moniek Nijhuis        | 50m en 100m schoolslag                  |
| Sharon van Rouwendaal | 400m en 800m vrije slag                 |

### Limieten behaald tijdens de ONK
| Datum      | Naam                | Onderdeel            | Tijd    |
| ---------- | ------------------- | -------------------- | ------- |
| 30 oktober | Robin Neumann       | 200m vrije slag (v)  | 1.56,31 |
| 30 oktober | Marrit Steenbergen  | 200m vrije slag (v)  | 1.58,28 |
| 30 oktober | Sébas van Lith      | 200m schoolslag (m)  | 2.07,49 |
| 31 oktober | Robin Neumann       | 100m vrije slag (v)  | 53,94   |
| 31 oktober | Marrit Steenbergen  | 100m vrije slag (v)  | 54,33   |
| 31 oktober | Tessa Vermeulen     | 100m rugslag (v)     | 59,56   |
| 31 oktober | Nyls Korstanje      | 50m vrije slag (m)   | 22,18   |
| 31 oktober | Maarten Brzoskowski | 400m vrije slag (m)  | 3.42,19 |
| 31 oktober | Joeri Verlinden     | 100m vlinderslag (m) | 51,48   |
| 1 november | Tamara van Vliet    | 50m vrije slag (v)   | 24,38   |
| 1 november | Marrit Steenbergen  | 50m vrije slag (v)   | 25,02   |
| 1 november | Marrit Steenbergen  | 100m wisselslag (v)  | 1.00,61 |
| 1 november | Ben Schwietert      | 100m vrije slag (m)  | 48,68   |

## Nederlandse records
| Datum      | Onderdeel           | Nieuwe recordhouder | Tijd    | Oude recordhouder    | Tijd    | Datum            |
| ---------- | ------------------- | ------------------- | ------- | -------------------- | ------- | ---------------- |
| 30 oktober | 200m schoolslag (m) | Sébas van Lith      | 2.06,80 | Lennart Stekelenburg | 2.07,38 | 17 december 2010 |
| 31 oktober | 400m vrije slag (m) | Maarten Brzoskowski | 3.42,19 | Ferry Weertman       | 3.42,19 | 7 augustus 2013  |

## Medailles
Legenda
- WR = Wereldrecord
- ER = Europees record
- NR = Nederlands record
- CR = Kampioenschapsrecord

### Mannen
| Onderdeel            | Goud                                                                        | Goud       | Zilver                                                                             | Zilver   | Brons                                                                              | Brons    |
| -------------------- | --------------------------------------------------------------------------- | ---------- | ---------------------------------------------------------------------------------- | -------- | ---------------------------------------------------------------------------------- | -------- |
| Vrije slag           |                                                                             |            |                                                                                    |          |                                                                                    |          |
| 50 m                 | Jesse Puts Aquarijn                                                         | 21,57 CR   | Thom de Boer De Dolfijn                                                            | 21,78    | Jasper Aerents België                                                              | 22,02    |
| 100 m                | Sebastiaan Verschuren De Dolfijn                                            | 47,92      | Jesse Puts Aquarijn                                                                | 48,23    | Jasper Aerents België                                                              | 48,36    |
| 200 m                | Maarten Brzoskowski PSV                                                     | 1.45,36    | Kyle Stolk PSV                                                                     | 1.46,00  | Sebastiaan Verschuren De Dolfijn                                                   | 1.46,52  |
| 400 m                | Maarten Brzoskowski PSV                                                     | 3.42,19 NR | Lander Hendrickx België                                                            | 3.49,63  | Frank Roovers PSV                                                                  | 3.52,18  |
| 800 m                | Lander Hendrickx België                                                     | 8.00,65    | Jorgos Skotadis De Dolfijn                                                         | 8.17,88  | Lars Bottelier VZV                                                                 | 8.20,42  |
| 1500 m               | Maarten Brzoskowski PSV                                                     | 14.51,34   | Jorgos Skotadis De Dolfijn                                                         | 15.53,76 | Jens Bakker De Dolfijn                                                             | 16.00,62 |
| Rugslag              |                                                                             |            |                                                                                    |          |                                                                                    |          |
| 50 m                 | Louis Croenen België                                                        | 25,22      | Jurjen Willemsen ZPC Amersfoort                                                    | 25,41    | Sverre Eschweiler ReVeLie Swim Team                                                | 25,48    |
| 100 m                | Jurjen Willemsen ZPC Amersfoort                                             | 54,70      | Ensger Kotterink Albion                                                            | 54,96    | Aziz Nosairi Zwemlust-Den Hommel                                                   | 55,01    |
| 200 m                | Lander Hendrickx België                                                     | 1.58,62    | Nils Van Audekerke België                                                          | 1.59,21  | Ensger Kotterink Albion                                                            | 2.00,64  |
| Schoolslag           |                                                                             |            |                                                                                    |          |                                                                                    |          |
| 50 m                 | Timon Evenhuis De Dolfijn                                                   | 26,82      | Ties Elzerman De Dolfijn                                                           | 27,80    | Kasper Leeuw ZPC Amersfoort                                                        | 27,86    |
| 100 m                | Timon Evenhuis De Dolfijn                                                   | 58,78      | Sébas van Lith Aqua Novio'94                                                       | 59,58    | Kasper Leeuw ZPC Amersfoort                                                        | 1.00,26  |
| 200 m                | Sébas van Lith Aqua Novio'94                                                | 2.06,80 NR | Kasper Leeuw ZPC Amersfoort                                                        | 2.11,78  | Lucas Greven PSV                                                                   | 2.11,84  |
| Vlinderslag          |                                                                             |            |                                                                                    |          |                                                                                    |          |
| 50 m                 | Jesse Puts Aquarijn                                                         | 23,36      | Joeri Verlinden PSV                                                                | 23,41    | Thom de Boer De Dolfijn                                                            | 23,85    |
| 100 m                | Joeri Verlinden PSV                                                         | 51,48      | Mathys Goosen De Dolfijn                                                           | 52,84    | Vjatsjeslav Proednikov Rusland                                                     | 52,98    |
| 200 m                | Joeri Verlinden PSV                                                         | 1.56,52    | Louis Croenen België                                                               | 1.58,23  | Fabian Beimin ZPC Amersfoort                                                       | 1.58,47  |
| Wisselslag           |                                                                             |            |                                                                                    |          |                                                                                    |          |
| 100 m                | Emmanuel Vanluchene België                                                  | 53,56      | Sébas van Lith Aqua Novio'94                                                       | 54,66    | Kyle Stolk PSV                                                                     | 54,75    |
| 200 m                | Emmanuel Vanluchene België                                                  | 1.56,70 CR | Sébas van Lith Aqua Novio'94                                                       | 2.00,91  | Arjan Knipping PSV                                                                 | 2.01,73  |
| 400 m                | Arjan Knipping PSV                                                          | 4.16,40    | Emmanuel Vanluchene België                                                         | 4.16,71  | Louis Croenen België                                                               | 4.20,59  |
| Vrije slag estafette |                                                                             |            |                                                                                    |          |                                                                                    |          |
| 4×100 m              | De Dolfijn I Joost Reijns Ties Elzerman Thom de Boer Sebastiaan Verschuren  | 3.16,21    | MNC Dordrecht I Yamiko Steenhoek Jeroen Baars Arjan van der Plaat Thomas Verhoeven | 3.20,46  | ZPC Amersfoort I Ben Schwietert Jurjen Willemsen Jordan Kraaijenhof Kingue Struijf | 3.21,23  |
| 4×200 m              | PSV I Kyle Stolk Stan Pijnenburg Joeri Verlinden Maarten Brzoskowski        | 7.13,21    | De Dolfijn I Mathys Goosen Jorgos Skotadis Joost Reijns Sebastiaan Verschuren      | 7.20,04  | DWK I Nino Sieling Kevin Eltink Jurre Stammes Luuk Nijland                         | 7.36,58  |
| Wisselslagestafette  |                                                                             |            |                                                                                    |          |                                                                                    |          |
| 4×100 m              | ZPC Amersfoort I Jurjen Willemsen Kasper Leeuw Fabian Beimin Ben Schwietert | 3.36,29    | De Dolfijn I Ruben Dekker Timon Evenhuis Jens Bakker Thom de Boer                  | 3.37,11  | MNC Dordrecht I Yamiko Steenhoek Mark Baars Thomas Verhoeven Jeroen Baars          | 3.43,49  |

### Vrouwen
| Onderdeel            | Goud                                                                    | Goud     | Zilver                                                                        | Zilver   | Brons                                                                           | Brons    |
| -------------------- | ----------------------------------------------------------------------- | -------- | ----------------------------------------------------------------------------- | -------- | ------------------------------------------------------------------------------- | -------- |
| Vrije slag           |                                                                         |          |                                                                               |          |                                                                                 |          |
| 50 m                 | Tamara van Vliet The Hague Swimming                                     | 24,46    | Marrit Steenbergen DZ&PC                                                      | 25,13    | Elinore de Jong De Fuut                                                         | 25,27    |
| 100 m                | Ranomi Kromowidjojo PSV                                                 | 51,72    | Marrit Steenbergen DZ&PC                                                      | 53,35    | Robin Neumann De Dolfijn                                                        | 54,18    |
| 200 m                | Marrit Steenbergen DZ&PC                                                | 1.55,91  | Robin Neumann De Dolfijn                                                      | 1.57,03  | Esmee Vermeulen De Dolfijn                                                      | 1.57,10  |
| 400 m                | Esmee Vermeulen De Dolfijn                                              | 4.10,20  | Rieneke Terink ZPC Amersfoort                                                 | 4.10,92  | Laura van Engelen AquAmigos                                                     | 4.13,03  |
| 800 m                | Michee van Rooyen Zuid-Afrika                                           | 8.40,90  | Laura van Engelen AquAmigos                                                   | 8.50,60  | Laura Setz Nova                                                                 | 9.07,85  |
| 1500 m               | Laura van Engelen AquAmigos                                             | 17.04,32 | Serena Stel De Dolfijn                                                        | 17.23,41 | Evelien van Ruiten ZV Orca                                                      | 17.41,59 |
| Rugslag              |                                                                         |          |                                                                               |          |                                                                                 |          |
| 50 m                 | Tessa Vermeulen De Dolfijn                                              | 27,70    | Tamara van Vliet The Hague Swimming                                           | 28,15    | LouLou Janssen De Columbiaan                                                    | 28,56    |
| 100 m                | Maaike de Waard PSV                                                     | 58,81    | Tessa Vermeulen De Dolfijn                                                    | 59,35    | Marieke Tienstra TriVia                                                         | 1.01,27  |
| 200 m                | Tessa Vermeulen De Dolfijn                                              | 2.09,58  | Robin Neumann De Dolfijn                                                      | 2.10,56  | Marieke Tienstra TriVia                                                         | 2.11,56  |
| Schoolslag           |                                                                         |          |                                                                               |          |                                                                                 |          |
| 50 m                 | Anouk Elzerman The Hague Swimming                                       | 31,05    | Lia Dekker De Fuut                                                            | 31,38    | Chantal Senden Hellas-Glana                                                     | 31,57    |
| 100 m                | Anouk Elzerman The Hague Swimming                                       | 1.06,34  | Lia Dekker De Fuut                                                            | 1.07,87  | Tes Schouten WVZ                                                                | 1.10,09  |
| 200 m                | Lia Dekker De Fuut                                                      | 2.26,94  | Tes Schouten WVZ                                                              | 2.31,67  | Kristel Doreleijers PSV                                                         | 2.34,78  |
| Vlinderslag          |                                                                         |          |                                                                               |          |                                                                                 |          |
| 50 m                 | Elinore de Jong De Fuut                                                 | 26,49    | Kim Busch MNC Dordrecht                                                       | 26,54    | Josien Wijkhuijs ZV Orca                                                        | 26,94    |
| 100 m                | Elinore de Jong De Fuut                                                 | 58,74    | Kim Busch MNC Dordrecht                                                       | 59,68    | Kinge Zandringa ZV Orca                                                         | 59,96    |
| 200 m                | Merle Verkijk Nimo                                                      | 2.15,52  | Lisa Dreesens PSV                                                             | 2.15,89  | Kinge Zandringa ZV Orca                                                         | 2.16,13  |
| Wisselslag           |                                                                         |          |                                                                               |          |                                                                                 |          |
| 100 m                | Marrit Steenbergen DZ&PC                                                | 59,77    | Marjolein Delno PSV                                                           | 1.01,56  | Esmee Bos PSV                                                                   | 1.02,83  |
| 200 m                | Marjolein Delno PSV                                                     | 2.11,59  | Esmee Vermeulen De Dolfijn                                                    | 2.14,88  | Esmee Bos PSV                                                                   | 2.15,70  |
| 400 m                | Marjolein Delno PSV                                                     | 4.43,73  | Marieke Tienstra TriVia                                                       | 4.47,90  | Lisa Dreesens PSV                                                               | 4.54,24  |
| Vrije slag estafette |                                                                         |          |                                                                               |          |                                                                                 |          |
| 4×100 m              | De Dolfijn I Esmee Vermeulen Tamara Grove Parand Zarekiani Lona Kroese  | 3.46,65  | PSV I Nelly Velthuijs Manon Aerssens Joyce Feith Tafatatha Lisa Dreesens      | 3.49,49  | ZPC Amersfoort I Riemke Bosma Rachelle Visser Elise Hardeman Rieneke Terink     | 3.53,53  |
| 4×200 m              | De Dolfijn I Tessa Vermeulen Noa Oldenhof Tamara Grove Esmee Vermeulen  | 8.14,24  | PSV I Nelly Velthuijs Soraya Wasser Manon Kampman Lisa Dreesens               | 8.22,85  | ZPC Amersfoort I Riemke Bosma Rachelle Visser Milou Schraverus Rieneke Terink   | 8.26,73  |
| Wisselslagestafette  |                                                                         |          |                                                                               |          |                                                                                 |          |
| 4×100 m              | De Dolfijn I Tessa Vermeulen Lona Kroese Parand Zarekiani Robin Neumann | 4.07,95  | PSV I Joyce Feith Tafatatha Kristel Doreleijers Lisa Dreesens Nelly Velthuijs | 4.15,58  | The Hague Swimming I Tessa Lin van Baal Anouk Elzerman Maud Hoofs Sterre Keller | 4.18,35  |